# Кагальницкое сельское поселение (Азовский район)
Кагальницкое сельское поселение Азовского района Ростовской области — муниципальное образование в Азовском районе Ростовской области.
Административный центр поселения — село Кагальник.

## Административное устройство
В состав Кагальницкого сельского поселения входят:
- село Кагальник
- хутор Донской
- поселок Зеленый
- хутор Петровский
- хутор Узяк

## Население
| 2010  | 2012  | 2013  | 2014    | 2015  | 2016  | 2017  |
| ----- | ----- | ----- | ------- | ----- | ----- | ----- |
| 8854  | ↗8892 | ↗8939 | ↘8927   | ↗9055 | ↗9095 | ↗9132 |
| 2018  | 2019  | 2020  | 2021    |       |       |       |
| ↘9118 | →9118 | ↘9075 | ↗10 165 |       |       |       |